# Beyern
Beyern ist ein Ortsteil der Stadt Falkenberg/Elster im südbrandenburgischen Landkreis Elbe-Elster und befindet sich etwa sechs Kilometer nordwestlich der Kernstadt an der Bahnstrecke Węgliniec–Roßlau.

## Geschichte

### Ortsgeschichte

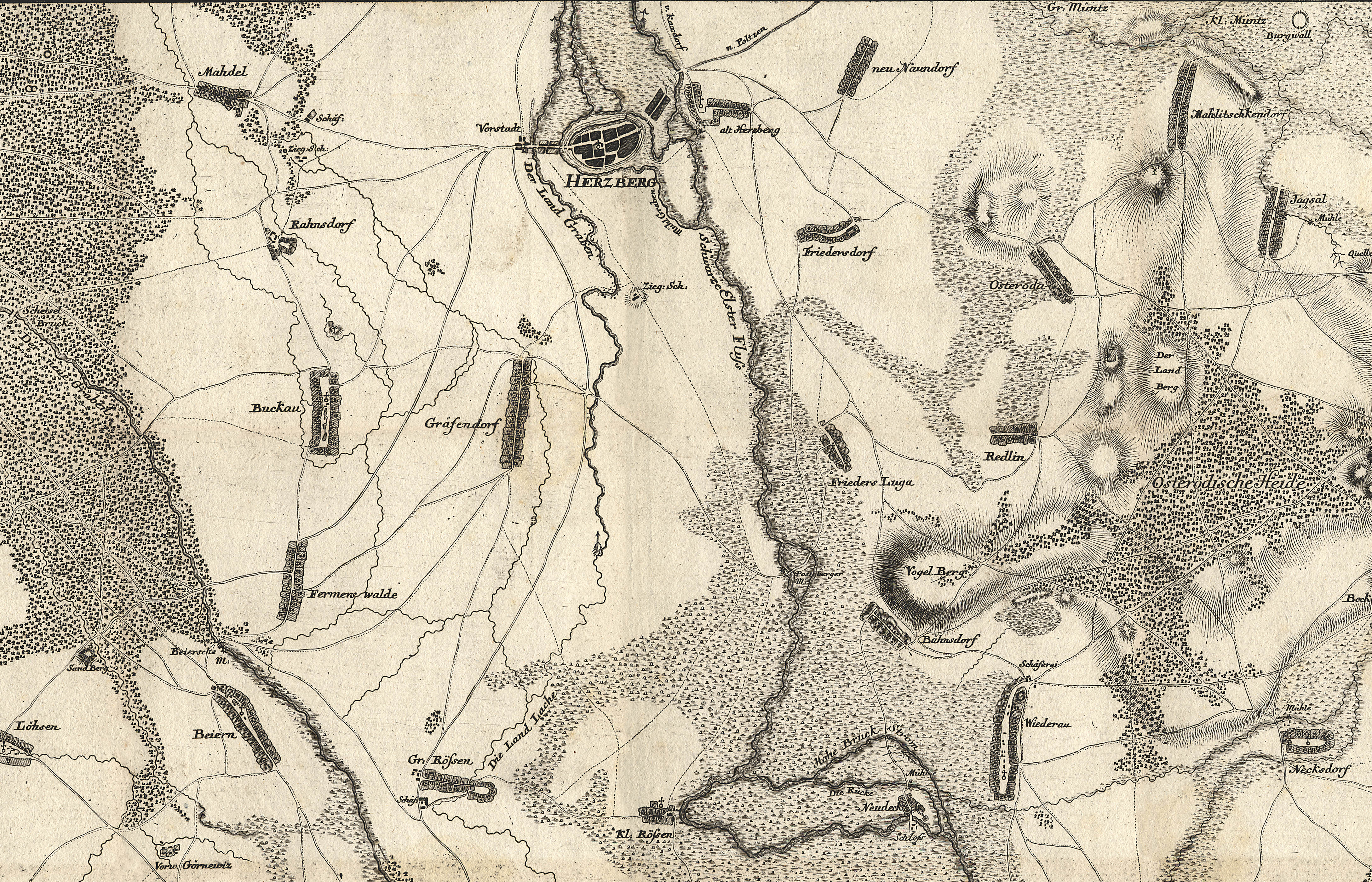
Teil aus der Cabinetskarte von Isaak Jacob von Petri mit Beyern (Beiern) um 1762

Beyern auf einer geschichtlichen Karte des Kreises Liebenwerda (1910).

Die älteste bekannte Erwähnung Beyerns stammt aus dem Jahre 1419 (frühere Schreibweisen: 1419 Beygn, 1423 Beygern, 1495 Beiern).
Bis 1815 war das Dorf Beyern der südöstlichste Ort des Amtes Annaburg. Bereits im 16. Jahrhundert verfügte der Ort über einen eigenen Pfarrer. 1550 lebten in Beyern 25 besessene Mann, darunter 19 Anspänner, die unmittelbar dem Amt Lochau unterstanden. In Beyern wurde damals (germanisch/heidnisch) Landgeding, Landgauding (Versammlung/Gericht) gehalten. Der Veranstaltungsort befand sich vermutlich an heiliger Stelle der heutigen Kirche, wo eine „stolze“ Linde oder Eiche stand, umsäumt von weiteren Linden oder Eichen.
Am 31. August 1580  erfolgte in Freiberg die Belehnung über die Goldseifen Sanct Moises. Die Seifen, die eine Breite von 500 Lachtern und eine Länge von 1000 Lachtern hatten, befanden sich an einem Sandberg an der Beyerischen Grenze schon auf dem Gebiet des angrenzenden Amtes Schlieben. Zu den fünf Gewerken gehörten die Stadt Freiberg und der Bergmeister Martin Planer.
Im Ort Beyern gab es eine Bockwindmühle. Sie wurde 1723 in das Dorf Drasdo umgesetzt.
Die Ortsflur grenzte mit den Dörfern Fermerswalde, Gräfendorf, Großrössen, Schmerkendorf, Kölsa und der Annaburger Heide.

### Wüstungen Presitz und Richental
Die Wüstungen Presitz (frühere Schreibweisen: Prestewitz, Presicz, Bresewitz) & Reichenthal (frühere Schreibweise: Richental) gehörten auch zu Beyern. Vermutlich wurden diese Orte am Grenzgebiet der Mark Brandenburg wüst, während Ludwig der Ältere Markgraf der Mark Brandenburg (1323–1351) war.

### Einwohnerentwicklung
| 1875 | 500 |  | 1946 | 679 |  | 1989 | 450 |  | 1995 | 428 |
| 1890 | 500 |  | 1950 | 701 |  | 1990 | 428 |  | 1996 | 426 |
| 1910 | 500 |  | 1964 | 543 |  | 1991 | 415 |  | 1997 | 435 |
| 1925 | 516 |  | 1971 | 525 |  | 1992 | 411 |  | 1998 | 422 |
| 1933 | 491 |  | 1981 | 468 |  | 1993 | 421 |  | 1999 | 419 |
| 1939 | 481 |  | 1985 | 462 |  | 1994 | 418 |  | 2000 | 418 |

## Kultur und Sehenswürdigkeiten

### Vereinsleben und regelmäßige Veranstaltungen
Traditionell fand alljährlich im Juli auf dem örtlichen Sportplatz das Dorffest statt, um dessen Gestaltung und Durchführung sich unter anderem der Sportverein „Frieden“ Beyern e. V. und der Kultur- und Freizeitklub des Ortsteiles kümmerten. Weitere ortsansässige Vereine sind unter anderem die Freiwillige Feuerwehr, welche am Ostersonntag das Osterfeuer und am letzten Samstag vor Weihnachten den Glühweinabend veranstaltet sowie der Seniorenclub.
Beyern wurde 2005 Sieger im Kreiswettbewerb „Unser Dorf hat Zukunft“.

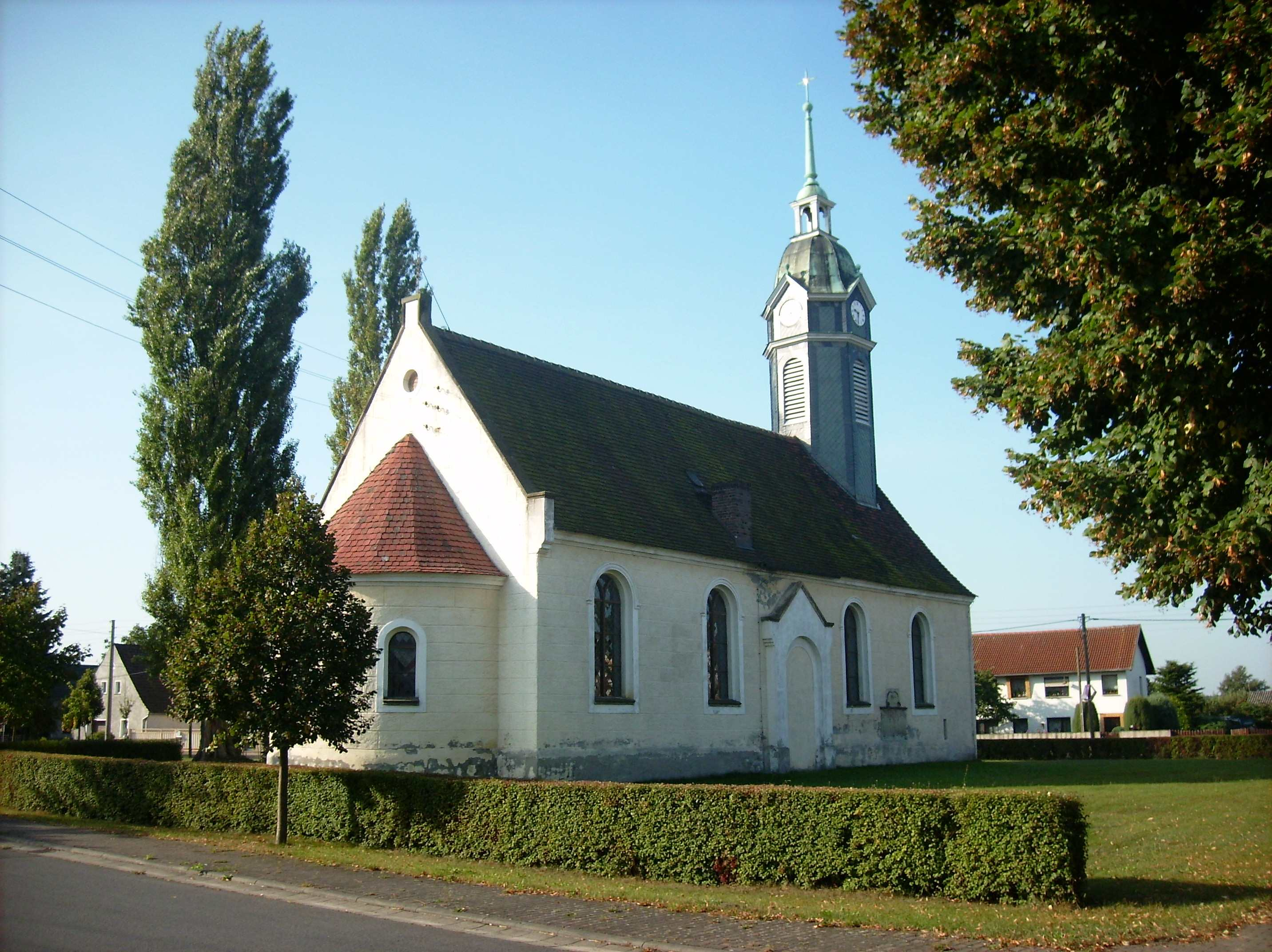
Dorfkirche Beyern

### Sehenswürdigkeiten
Die aus der ersten Hälfte des 13. Jahrhunderts stammende Dorfkirche von Beyern befindet sich auf der Denkmalliste des Landes Brandenburg. Die Kirche wurde ursprünglich aus Raseneisenstein erbaut, wovon allerdings nur noch die westlichen Mauerteile erhalten sind. 1861 erfolgte ein umfangreicher Umbau, wobei Backstein verwendet wurde.
Ein 1738 erbautes Pfarrhaus ist das älteste Haus des Ortsteiles und befindet sich ebenfalls unter Denkmalschutz.

## Verkehr
Der Haltepunkt Beyern lag an der Bahnstrecke Węgliniec–Roßlau und wird von den Zügen inzwischen ohne Halt durchfahren.

## In Beyern geborene Persönlichkeiten
- Thomas Kläber (* 1955), Fotograf